# اما اسمیت (ژیمناست)
اما اسمیت (ژیمناست) (به انگلیسی: Emma Smith (athlete)) ژیمناست زادهٔ ۲۴ سپتامبر ۱۹۹۱ میلادی اهل کشور بریتانیا است.